# Атлас (къща в Солун)
„Атлас“ (на гръцки: Μέγαρο «Άτλας») е емблематична сграда в град Солун, Гърция.

## Местоположение
Имението е разположено на улица „Елевтериос Венизелос“ № 26, на кръстовището с улица „Василевс Ираклиос“.

## История
Сградата е построена в 1923 година по проект на солунския архитект Ели Модиано. Първоначално се състои от сутерен, приземен етаж и първи етаж, на които се помещават осем офиса. В 1924 година с ново разрешение е разрешено изграждането на още два етажа.
В 1983 година е обявена за защитен обект.

## Архитектура
Сградата се състои от партер и три етажа. Приземният етаж помещава магазини, с дълбоки правоъгълни отвори. Разделя се на основа-ствол-корона, отделени с корниз. Първият етаж е в чисто неокласически стил, с баляси на балконите и семпла дограма, а вторият е богато украсен с метални парапети, рамки, украсени с флорални изображения и богато украсени йонийски капители. Третият етаж няма балкони и е също с прост вид. Вътрешно централната точка на сградата е стълбището, което завършва със стъклен покривен отвор. Пространствата са разработени около стълбището в П форма.